# Kazimierz Sosulski
Kazimierz Sosulski (ur. 11 lipca 1943) – polski duchowny zielonoświątkowy, kaznodzieja, pastor, teolog, publicysta, działacz kościelny i ekumeniczny.

## Życiorys
Urodził się 11 lipca 1943 w mieście Użur, w Kraju Krasnojarskim, gdzie się znaleźli jego rodzice w wyniku deportacji polskich rodzin przez władze radzieckie z Kresów na Syberię. Po wojnie zamieszkali w Krakowie. Absolwent Chrześcijańskiej Akademii Teologicznej (1962–1966). W 1966 otrzymał tytuł magistra teologii ewangelickiej. W lipcu 1967 ożenił się z Ludmiłą Rapanowicz, z którą miał dwie córki: Ewę i Joannę.
W 1976 roku został pastorem należącego do Zjednoczonego Kościoła Ewangelicznego zboru „Betlejem” w Krakowie. Funkcję tę pełnił do 1988 roku. Funkcję duszpasterską pełnił także w zborach w Łodzi (2003–2008) i Pruszkowie (2008–2017).
Prezbiter okręgowy i członek rady Zjednoczonego Kościoła Ewangelicznego (1981–1988). W latach 80. organizował obozy młodzieżowe, pracował nad nowelizacją statutu ZKE. Od roku 1986 zaangażował się na rzecz usamodzielnienia ugrupowania zielonoświątkowców. Został zastępcą prezbitera naczelnego Kościoła Zielonoświątkowego ds. duszpasterstwa i nauczania (1988–1996). Będąc zastępcą prezbitera naczelnego popierał rozwój kontaktów z katolickim ruchem odnowy. Uważał, że osób z ruchu odnowy nie należy odciągać od Kościoła katolickiego, ponieważ najważniejszą rzeczą jest rozwój tego ruchu w obrębie Kościoła katolickiego.
Pełnił funkcję prezbitera okręgu wschodniego (1996–2000), okręgu centralnego (2000–2004; 2008–2012). Wykładowca w Szkole Biblijnej ZKE i późniejszym Warszawskim Seminarium Teologicznym (1975–1996). Pełnił funkcję redaktora naczelnego czasopisma „Chrześcijanin” (1992–2001) i dyrektora Instytutu Wydawniczego Agape (2005–2013). Członek rady programowej Chrześcijańskiego Stowarzyszenia Akademickiego (1989–1993), przedstawiciel Kościoła w komitecie Europejskiej Wspólnoty Zielonoświątkowej / The Pentecostal European Fellowship (1988–2000), członek rady krajowej Aliansu Ewangelicznego (2000–2010).
Współinicjator polskiej edycji Kursu Alfa (1996), członek zarządu Stowarzyszenia Alfa Polska (2004–2007), członek rady programowej Wyższej Szkoły Teologiczno-Społecznej (do 2017).
Dwukrotnie kandydował na stanowisko prezbitera naczelnego Kościoła, w 1987 (36 głosów spośród 194 uprawnionych) i w 2008 roku (84 głosów spośród 236 uprawionych).
Przez całą swoją karierę zwalczał heterodoksalne nauki jakie powstawały w łonie polskiego pentekostalizmu. Jeszcze w 1969 roku zwalczał doktrynę Branhama przy pomocy teologicznych argumentów. Bronił ważności chrztu według trynitarnej formuły z Mt 28,19, obalał naukę o pokoleniu żmijowym. W latach 90. zwalczał ruch „trzeciej fali”.
Wedle oceny bp. M. Kamińskiego jest jedną z najbardziej znaczących postaci polskiego ruchu zielonoświątkowego, doprowadził do powstania wielu agend i służb, których istnienie przyczyniło się do nadania Kościołowi obecnego kształtu. Jego współpracownicy „zawsze oceniali go jako lojalnego pracownika”.